# دینا پرونیچوا
دینا پرونیچوا (اوکراینی: Діна Миронівна Пронічева؛ ۷ ژانویهٔ ۱۹۱۱ – 1977 (aged 65/66)) بازیگر، و عروسک‌گردان اهل امپراتوری روسیه بود.